# Листвинне
Ли́ствинне (крим. Lıstvenne, раніше — Бари́шпіль) — село в Білогірському районі Автономної Республіки Крим, Україна, адміністративний центр Листвинської сільської ради Нижньогірського району.

## Населення

### Мова
Розподіл населення за рідною мовою за даними перепису 2001 року:
| Мова                | Відсоток |
| ------------------- | -------- |
| російська           | 96,34 %  |
| українська          | 3,5 %    |
| інші/не визначилися | 0,16 %   |

## Історія
Село було засноване в 1932 році, як радгосп Керченського металургійного заводу ім. Войкова (згодом — радгосп «Нижньогірський»), з 1945 — винрадгосп, 2-е відділення Нижньогірського винрадгоспу. На кілометровій карті Генштабу Червоної армії 1941 на місці села позначено мале поселення (ймовірно, хутір) Баришпіль.
Час присвоєння сучасної назви поки не встановлено, на 15 червня 1960 згадується вже Листвинне.
За даними перепису 1989 року в селі проживала 361 особа.
За даними сільради на 2009 рік село займало площу 70 гектарів на якій у 312 дворах проживало 574 особи.